# ناسازگارگرایی

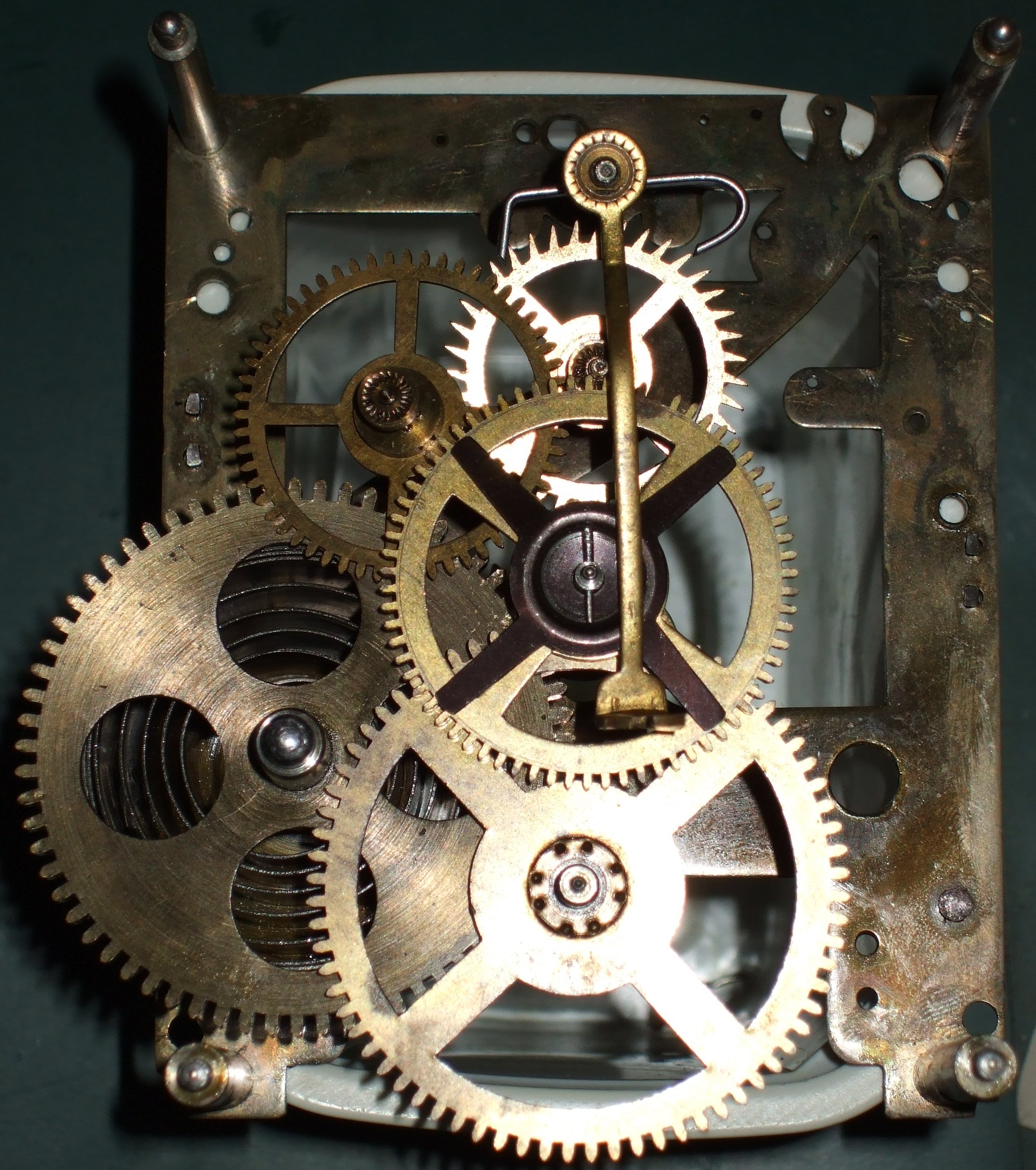
ناسازگارگرایان موافقند که جبرگرایی جایی برای اراده آزاد باقی نمی‌گذارد. در نتیجه یکی یا هر دو را رد می‌کنند.

ناسازگارگرایی (به انگلیسی:Incompatibilism) این دیدگاه است که یک جهان جبرگرا کاملاً با این تصور که افراد دارای اختیار هستند در تضاد است. در اینجا اختیار به عنوان ظرفیت عاملان آگاه برای انتخاب یک مسیر عملی آینده از میان چندین جایگزین فیزیکی موجود تعریف می‌شود. بنابراین، ناسازگاری دلالت بر این دارد که بین جبر و اراده آزاد دیکوتومی وجود دارد، جایی که فیلسوفان باید حداکثر از یک نگاه یا دیگری حمایت کنند، نه از هر دو. دیدگاه ناسازگارانه حداقل به سه روش متفاوت دنبال می‌شود: لیبرترینیسم‌ها جبرگرا بودن جهان را انکار می‌کنند، جبرگرایان سخت وجود هرگونه اراده آزاد را انکار می‌کنند، و ناسازگارگرایان بدبین (غیر قطعی‌گرایان سخت) هر دو را انکار می‌کنند. (که جهان جبرگرا است و اراده آزاد وجود دارد.
ناسازگارگرایی در مقابل سازگارگرایی قرار می‌گیرد و دوگانگی بین جبرگرایی و اراده آزاد را رد می‌کند.